# Raión de Berezhany
Raión de Berezhany (en ucraniano: Бережанський район) fue un raión o distrito de Ucrania en el óblast de Ternopil. En la reforma territorial de 2020, su territorio fue incluido en el raión de Ternópil.
Comprendía una superficie de 661 km².
La capital era la ciudad de Berezhany, que a partir de 2015 dejó de formar parte del distrito al constituirse como ciudad de importancia regional.

## Demografía
Según estimación 2010 contaba con una población total de 42361 habitantes.

## Subdivisiones
Antes de la reforma territorial de 2014-2020, comprendía 54 pueblos agrupados en 25 consejos rurales:
- Bishche (con las pedanías Zaluzhzhia y Poruchyn)
- Bózhykiv (con las pedanías Kvitkové y Volóshchyna)
- Vérbiv
- Viljovets
- Zhóvnivka
- Zhúkiv (con las pedanías Hynóvychi y Pidlisne)
- Kótiv (con la pedanía Mólojiv)
- Kuropátnyky (con las pedanías Baranivka y Yasné)
- Kuriany (con la pedanía Pávliv)
- Lapshýn (con la pedanía Hayok)
- Litiatyn
- Mechýshchiv (con las pedanías Kutý, Nadorózhniv y Chervone)
- Nadrichne
- Naráyiv (con las pedanías Duliabý y Sháibivka)
- Pidvysoke (con las pedanías Hútysko y Demnia)
- Posújiv
- Potútory
- Rekshyn (con las pedanías Dvirtsí, Pýsarivka, Potochany y Stryhantsi)
- Rýbnyky (con la pedanía Nová Hreblia)
- Rohachýn (con la pedanía Vólytsia)
- Saranchuký (con la pedanía Baznykivka)
- Slovyatyn (con la pedanía Dibrova)
- Trostianets
- Urman (con las pedanías Krasnopushcha y Plíjiv)
- Shýbalyn (con la pedanía Komarivka)

Desde 2015 no pertenecía al raión la ciudad de importancia regional de Berezhany, cuyo ayuntamiento incluía como pedanías dos pueblos: Lisnyký y Rai.
Luego de la reforma territorial de 2014-2020, el territorio del raión pasó a formar parte del de tres municipios del raión de Ternópil: la ciudad de Berezhany y los municipios rurales de Saranchuký y Naráyiv.

## Otros datos
El código KOATUU es 6120400000. El código postal 47500 y el prefijo telefónico +380 3548.